# Zasada przewagi treści nad formą
Zasada przewagi treści nad formą – polega na prezentowaniu zgromadzonej w rachunkowości informacji zgodnie z rzeczywistością (treścią ekonomiczną), nawet wtedy kiedy jest to sprzeczne z wymogami formalnymi. Mówi o tym art. 4 ust. 2 ustawy o rachunkowości. Zasada ta jest jednak kontrowersyjna i nie zawsze była akceptowana w przepisach prawa.